# Confessions Tour
För livealbumet inspelat under denna turné, se The Confessions Tour.
Confessions Tour var en turné av popartisten Madonna, genomförd 21 maj-21 september 2006 för att marknadsföra hennes album Confessions on a Dance Floor. Scenen var väldigt dyr och det krävdes många lastbilar för att transportera den eftersom den innehöll en huvudscen, en stor videoskärm, en catwalk med en egen hiss och även flera hissar i huvudscenen. Den innehöll även två sidoscener och två sido-videoskärmar vilket gjorde att människor längre bak i arenorna också kunde se föreställningen. 

## Showen
Showen börjar med låten "Future Lovers" och uppifrån sänks en stor discoboll ner i slutet av catwalken. När discobollen befinner sig på catwalken öppnas den och inuti står Madonna klädd i ridkläder. Under "Like a Virgin" rider hon på en mekanisk svart häst som är i vänster sida av scenen. Mellan slutet av "Like a Virgin" och början av "Jump" hälsar Madonna folket som kommit för att se showen välkomna och låten Jump börjar spelas. Under den här låten utför hennes dansare akrobatik med hjälp av en stor klätterställning på huvudscenen. 
Under nästkommande låt "Live to Tell" lyfts ett stort kors av speglar som Madonna är fäst på och där står hon och sjunger medan en räknare över henne stannar på 12 miljoner vilket visar hur många barn som kommer att vara föräldralösa år 2010 i Afrika på grund av aids. När låten är slut kommer hon ner från korset och lägger sig på scenen. Sedan börjar "Forbidden Love" spelas och Madonna reser sig upp och sjunger. 
Låten efter det är Isaac som följs av "Sorry". Avslutande för denna del av showen är låten "Like It or Not" där det dyker upp en stol i slutet av catwalken där discobollen var i början av showen och med hjälp av stolen framför hon låten. Övergången till nästa del av showen är en remix av låten "Sorry" som också visas på videoskärmen. 
Nästa del av showen uppträder Madonna genom att sjunga och spela elgitarr i låtarna "I Love New York" och "Ray of Light" som i lite mer rockiga versioner jämfört med albumversionerna. Vid nästa låt som var "Let It Will Be" lade hon ifrån sig elgitarren och uppträdde genom att dansa och sjunga främst på catwalken. Mellan den här låten och "Drowned World/Substitute For Love" som var den nästkommande gör Madonna en liten paus i showen genom att vila sig några sekunder i trappan mellan catwalken och huvudscenen. Därefter börjar "Drowned World/Substitute for Love" som följs av "Paradise (Not for Me)". Därefter spelas "Music Inferno" där en förinspelad video med Madonna som dansar till låten visas och några minuter in i låten kommer Madonna fram och börjar sjunga låten "Music". När låten är slut spelas nästa låt vilket var den allra första versionen av "Erotica" och nästkommande låt är "La Isla Bonita". Vid slutet av låten lägger Madonna sig på scenen och då kommer hennes bakgrundssångare och lägger en vit cape över henne där det står "Dancing Queen". Sedan reser hon sig upp och sätter på sig capen och sjunger tillsammans med dem "Lucky Star" med "Hung Up" som bakgrundstakt. Nästa och sista låt är "Hung Up" som i introt har en överlappning av "Lucky Star". Under detta introt av "Hung Up" hoppar två av hennes manliga dansare till publiken och utför mer akrobatik. Showen slutar med att meningen "Have You Confessed?" som är handskriven i röd färg visas på den stora videoskärmen.

## Låtlista
1. "Future Lovers/I Feel Love"
2. "Get Together"
3. "Like a Virgin"
4. "Jump"
5. "Confessions"
6. "Live to Tell"
7. "Forbidden Love"
8. "Isaac"
9. "Sorry"
10. "Like It Or Not"
11. "Sorry (Remix)"
12. "I Love New York"
13. "Ray of Light"
14. "Let It Will Be"
15. "Drowned World/Substitute For Love"
16. "Paradise (Not for Me)"
17. "Music Inferno"
18. "Erotica "
19. "La Isla Bonita"
20. "Lucky Star"
21. "Hung Up"

## DVD-utgivning
Konserten gavs ut på DVD under titeln The Confessions Tour: Live From London och innehöll hela konserten från London den 15 och 16 augusti.